# 필립 S. W. 골드슨 국제공항

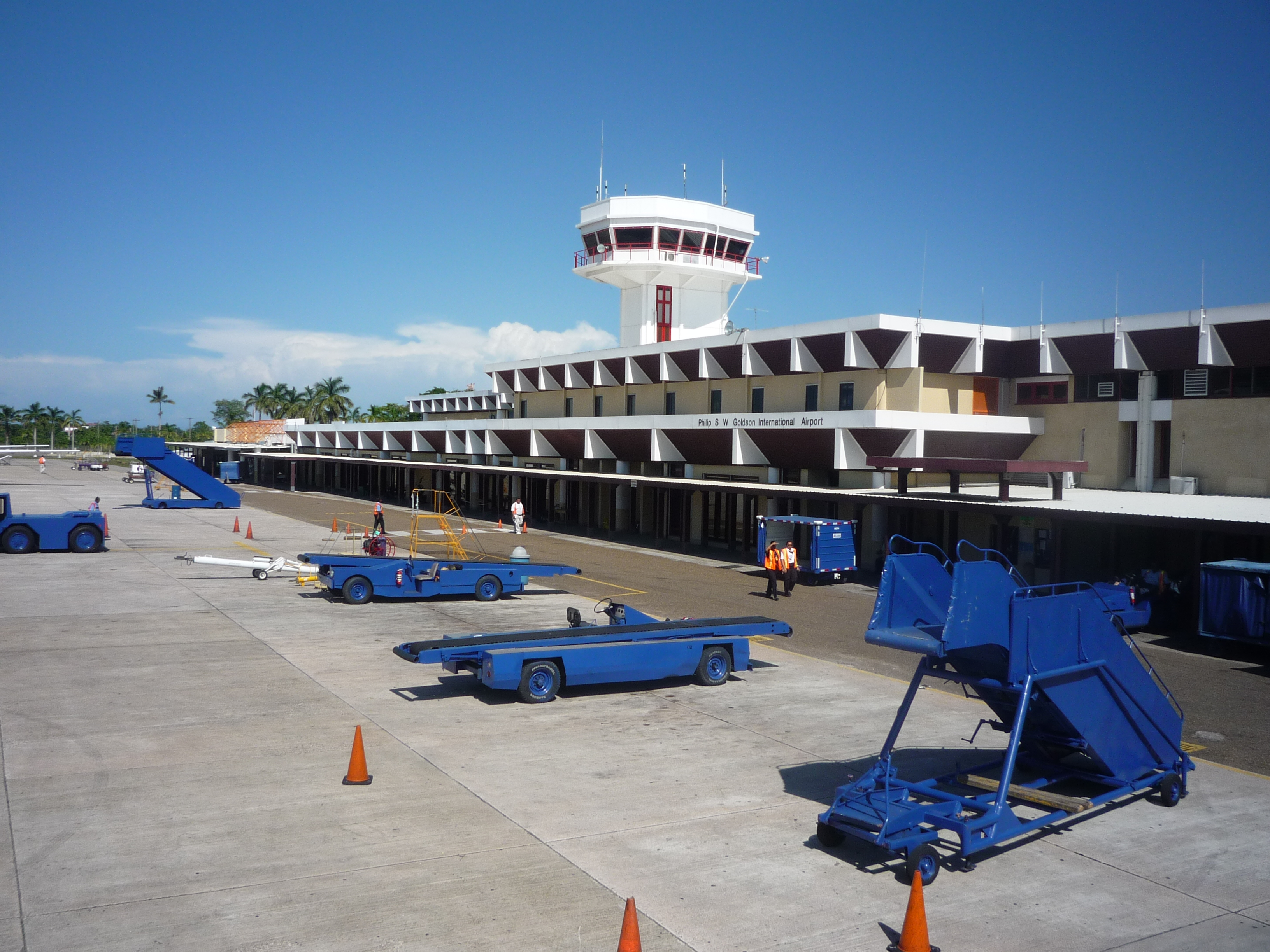
필립 S. W. 골드슨 국제공항

필립 S. W. 골드슨 국제공항(Philip S. W. Goldson International Airport, IATA: BZE, ICAO: MZBZ)은 중앙아메리카의 동쪽 해안을 따라 벨리즈의 최대 도시 벨리즈시티를 관할하는 공항이다. 이 공항의 이름은 2001년 사망한 벨리즈의 정치인인 필립 S. W. 골드슨의 이름에서 비롯되었다.
이 공항은 벨리즈시 중심부에서 운전으로 30분 정도 거리에 위치해 있다. 이 공항의 고도는 5미터로, 낮은 고도와 해안 위치로 인해 공항과 벨리즈시 전체가 심각한 홍수 위험에 노출되어 있다. 이러한 이유로 벨리즈의 수도가 벨모판으로 이전되었지만 여전히 이 국가에서 가장 크고 가장 분주한 공항이다. 안정적인 승객 수 성장과 함께 필립 S. W. 골드슨 국제공항은 현재 중앙아메리카에서 5번째로 분주한 공항이다.